# Antimeridiano
Un antimeridiano es un meridiano exactamente opuesto a cualquier otro de referencia, o sea, el meridiano situado a 180 grados de distancia de aquel. También puede ser una línea opuesta detrás del meridiano de Greenwich. Si se junta con el  meridiano de Greenwich, como lo es el meridiano 180, formarán una línea divisoria entre el este y el oeste.
Los ejemplos más conocidos de antimeridianos son:
- El antimeridiano del meridiano de Greenwich (longitud 0 grados), que es el meridiano 180, que coincide fugazmente con la línea internacional de cambio de fecha.

- El antimeridiano de Tordesillas, una referencia usada en la aplicación del tratado de Tordesillas que cruzaba las islas Molucas y que sirvió como límite entre los hemisferios portugués y español en todo el mundo, tanto en relación con América del Sur como en el Lejano Oriente.